# Pardosa schubotzi
Pardosa schubotzi là một loài nhện trong họ Lycosidae.
Loài này thuộc chi Pardosa. Pardosa schubotzi được Embrik Strand miêu tả năm 1913.